# Маленький Искендер
Маленький Искендер (тур. Küçük İskender, настоящее имя Дерман Искендер Овер, тур. Derman İskender Över; 28 мая 1964, Стамбул — 3 июля 2019, Стамбул) — турецкий поэт, писатель, критик и эссеист. Один из немногих открытых геев в турецкой культуре.
На протяжении пяти лет изучал в Стамбульском университете медицину, затем на протяжении трёх лет социологию, но диплома так и не получил. В 1985 году дебютировал в печати со стихами, в 1988 году выпустил первый сборник «Мои глаза не умещаются на лице» (тур. Gözlerim Sığmıyor Yüzüme). Опубликовал 26 книг стихов, а также три романа, две книги эссеистики, три книги критических статей. В 1997 году снялся в фильме режиссёра Мустафы Алтыоклара «Тяжёлый роман», также в роли открытого гея.
Гастролировал как поэт в Германии (2001), Нидерландах (2002), США (2004), Австрии (2005), Македонии (2007), Швеции (2008). В 2000 году был удостоен премии имени Орхона Мурата Арыбурну за книгу стихов «Пара чёрных кожаных перчаток» (тур. Bir Çift Siyah Deri Eldiven), в 2006 году стал первым лауреатом новоучреждённой премии имени Мелиха Джевдета Андая с книгой «Я не убивал Искендера» (тур. İskender'i Ben Öldürmedim). В 2014 году Искендеру была присуждена премия имени Эрдала Оза с формулировкой «За оригинальность, которую он привнёс в турецкую поэзию, и развитие поэтического языка, а также за последовательность его взглядов на протяжении тридцати лет». В 2017 году книга «Маю вход воспрещён» (тур. Mayıs Giremez) получила премию имени Неджагитиля, в 2018 году «Книга стихов моего мёртвого любовника» (тур. Ölen Sevgilimin Şiir Defteri) удостоена премии имени Юнуса Нади.
В 2013 году принял участие в Первом съезде турецких геев в Берлине. Выступал в турецкой прессе в связи с различными эпизодами дискриминации ЛГБТ.